# Ligyrocoris caricis
Ligyrocoris caricis är en insektsart som beskrevs av Robert Sweet 1963. Ligyrocoris caricis ingår i släktet Ligyrocoris och familjen Rhyparochromidae. Inga underarter finns listade i Catalogue of Life.